# Myglare
Myglare är en person som genom att fuska, eller att påverka i hemlighet, skaffar sig personliga fördelar.
Ordet fick allmän spridning genom Rune Hassners och Jan Myrdals satiriska TV-film Myglaren från 1966.
Ordet fanns i omlopp före filmen Myglaren, troligen som ett norrländskt dialektord som fått spridning i soldatkretsar under 1940-talet. Det antas ha ursprung i tyskans och andra germanska språks Mög (skräp, lort).